# New Rochelle
Nueva Rochela (en inglés: New Rochelle), fundada en 1688, es una ciudad ubicada en el condado de Westchester en el estado estadounidense de Nueva York. En el año 2019 tenía una población de 78 557 habitantes y una densidad poblacional de 2727,7 personas por km².

## Historia
Los primeros habitantes de la zona fueron los indios Siwanoys, pertenecientes a la gran liga iroquesa. Tras la llegada de los colonos, los indios vendieron oficialmente estas tierras.
En 1685, tras el Edicto de Fontainebleau o revocación del Edicto de Nantes, los hugonotes franceses que huyeron de La Rochela fundaron la ciudad en 1688. Se instalaron a lo largo de la orilla utilizando las vías navegables para transportar los productos de sus cosechas a Nueva York.
Las últimas inscripciones en francés en los registros municipales datan de 1738.
Durante cerca de 300 años, la costa de Nueva Rochela desempeñó un papel importante en la vida de la comunidad. En el siglo XIX, la costa de la ciudad se convirtió en un foco de moda estival y se construyeron numerosos parques.
A principios del siglo XX, el Casino Glen Island -situado en la costa de Long Island- continuó atrayendo celebridades, como Glenn Miller, los hermanos Dorsey y Ozzie Nelson.

## Geografía
Según la Oficina del Censo, la ciudad tiene un área total de 34,3 km² (13,2 mi²), de la cual 28,8 km² (11,1 mi²) es tierra y 7,5 km² (2,9 mi²) (25,7 %) es agua.

## Demografía
Según la Oficina del Censo en 2000 los ingresos medios por hogar en la localidad eran de 64 756 $, y los ingresos medios por familia eran 88 004 $. Los hombres tenían unos ingresos medios de 41 598 $ frente a los 34 756 $ para las mujeres. La renta per cápita para la localidad era de 22 793 $. Alrededor del 10,7 % de la población estaban por debajo del umbral de pobreza.

## Educación
El Distrito Escolar de la Ciudad de New Rochelle gestiona escuelas públicas en Nueva Rochela.

## Personas notables
- Walter Lantz, Animador, creador del Pájaro Loco (1899)
- Matt Dillon, actor (1967)
- Rob Morrow, actor (1962)
- Jay Leno, presentador (1950)
- Willie Colón, músico (1950)
- Del James, músico y periodista de rock, road manager de Guns N' Roses (1964)
- Don McLean, cantante